# Canadian Soccer League 2016
La Canadian Soccer League 2016 fue la 19.ª edición del campeonato semiprofesional del fútbol canadiense, la cual comenzó el 21 de mayo y terminó el 30 de octubre con 8 equipos en la primera división y 6 en la segunda.

## Equipos

### Primera División
| Equipo               | Ciudad                           | Estadio                          | Entrenador                  |
| -------------------- | -------------------------------- | -------------------------------- | --------------------------- |
| Brantford Galaxy     | Brantford, Ontario               | Steve Brown Sports Complex       | Tomo Dančetović             |
| Hamilton City SC     | Hamilton, Ontario (Stoney Creek) | Cardinal Newman Secondary School | Josip Dzale                 |
| Milton SC            | Milton, Ontario (Timberlea)      | Jean Vanier Stadium              | Amir Osmanlic               |
| FC Ukraine United    | Vaughan, Ontario (Maple)         | Joan of Arc Turf Field           | Andrei Malychenkov          |
| Scarborough SC       | Toronto, Ontario (Scarborough)   | Birchmount Stadium               | Ricardo Munguía Pérez       |
| Serbian White Eagles | Toronto, Ontario (Etobicoke)     | Centennial Park Stadium          | Uroš Stamatović Mirko Medić |
| Toronto Atomic FC    | Toronto, Ontario (Etobicoke)     | Centennial Park Stadium          | Vasyl Ishchak               |
| York Region Shooters | Vaughan, Ontario (Maple)         | Joan of Arc Turf Field           | Tony De Thomasis            |

### Segunda División
| Equipo                 | Ciudad             | Estadio                    | Entrenador         |
| ---------------------- | ------------------ | -------------------------- | ------------------ |
| Brantford Galaxy B     | Brantford, Ontario | Steve Brown Sports Complex | Tomo Dancetovic    |
| London City            | London, Ontario    | Hellenic Centre Stadium    | Cedo Popovic       |
| SC Waterloo Region     | Waterloo, Ontario  | Warrior Field              | Lazo Dzepina       |
| Serbian White Eagles B | Toronto, Ontario   | Centennial Park Stadium    | Goran Bakoc        |
| Toronto Atomic FC B    | Toronto, Ontario   | Centennial Park Stadium    | Serhiy Konyushenko |
| York Region Shooters B | Vaughan, Ontario   | Joan of Arc Turf Field     | Eddy Carowel       |

## Clasificación
| Pos. | Equipo               | PJ | PG | PE | PP | GF | GC | DG  | Pts. |                                    |
| ---- | -------------------- | -- | -- | -- | -- | -- | -- | --- | ---- | ---------------------------------- |
| 1    | York Region Shooters | 21 | 16 | 3  | 2  | 40 | 10 | +30 | 51   | Clasificado a los cuartos de final |
| 2    | FC Ukraine United    | 21 | 9  | 6  | 6  | 45 | 38 | +7  | 33   | Clasificado a los cuartos de final |
| 3    | Scarborough SC       | 21 | 9  | 4  | 8  | 36 | 31 | +5  | 31   | Clasificado a los cuartos de final |
| 4    | Serbian White Eagles | 21 | 9  | 3  | 9  | 33 | 27 | +6  | 30   | Clasificado a los cuartos de final |
| 5    | Toronto Atomic FC    | 21 | 8  | 6  | 7  | 36 | 37 | -1  | 30   | Clasificado a los cuartos de final |
| 6    | Hamilton City SC     | 21 | 6  | 5  | 10 | 31 | 38 | -7  | 23   | Clasificado a los cuartos de final |
| 7    | Brantford Galaxy     | 21 | 3  | 9  | 9  | 23 | 38 | -15 | 18   | Clasificado a los cuartos de final |
| 8    | Milton SC            | 21 | 4  | 4  | 13 | 25 | 50 | -25 | 16   | Clasificado a los cuartos de final |

### Cuartos de final
| 15 de octubre de 2016 | Serbian White Eagles | 1-0     | Toronto Atomic FC | Centennial Park Stadium, Toronto |  |
| 19:30                 | Milos Scepanovic 60' | Reporte |                   |                                  |  |

| 15 de octubre de 2016 | FC Ukraine United                                                  | 3-0     | Brantford Galaxy | Esther Shiner Stadium, Toronto |  |
| 16:00                 | Oleksandr Muzychuk 45' · Oleg Shutov 49' · Kostiantyn Derevlov 80' | Reporte |                  |                                |  |

| 16 de octubre de 2016 | York Region Shooters                                                                                  | 5-0     | Milton SC | Joan of Arc Turf Field, Maple |  |
| 18:30                 | Gerard Ladiyou 14' · Ainsley Deer 13' · Anthony Bahadur 17' · Tristan Frankson 23' · Richard West 52' | Reporte |           |                               |  |

| 16 de octubre de 2016 | Scarborough SC | 0-3     | Hamilton City SC                                               | Birchmount Stadium, Toronto |  |
| 19:30                 |                | Reporte | Timotej Zakrajsek 23' · Zdenko Jurčević 31' · Frane Grbesa 78' |                             |  |

### Semifinales
| 23 de octubre de 2016 | FC Ukraine United | 0-1     | Serbian White Eagles   | Esther Shiner Stadium, Toronto |  |
| 17:00                 |                   | Reporte | Miroslav Jovanovic 71' |                                |  |

| 23 de octubre de 2016 | York Region Shooters                                         | 1-1 (t. s.)(1-3 p.)        | Hamilton City SC                                                              | Joan of Arc Turf Field, Maple |  |
| 18:30                 | David Guzmán 76'                                             | Reporte                    | Frane Grbesa 78'                                                              |                               |  |
|                       |                                                              | Tiros desde el punto penal |                                                                               |                               |  |
|                       | Richard West · Ricky Herron · David Schipper · Odein Simpson |                            | Zdenko Jurčević · James Nathan · Miroslav Čabrilo · Arsen Platis · Igor Krmar |                               |  |

### Final
| 30 de octubre de 2016 | Serbian White Eagles                  | 2-1 (t. s.) | Hamilton City SC  | Birchmount Stadium, Toronto                          |                                                      |
| 14:00                 | Luka Bojic 59' · Milos Scepanovic 93' | Reporte     | Domagoj Zubac 14' | Asistencia: 400 espectadores Árbitro(s): Tony Amaral | Asistencia: 400 espectadores Árbitro(s): Tony Amaral |

### Campeón
| Canadian Soccer League 2016    |
| ------------------------------ |
| Bandera de Toronto             |
| Serbian White Eagles 2º Título |

### Goleadores
| Posición | Jugador                 | Club                 | Goles |
| -------- | ----------------------- | -------------------- | ----- |
| 1        | Sergiy Ivliev           | FC Ukraine United    | 15    |
| 2        | Richard West            | York Region Shooters | 13    |
| 3        | Adnan Smajic            | Milton SC            | 12    |
| 4        | Adis Hasečić            | Scarborough SC       | 11    |
| 5        | Kostiantyn Derevlov     | FC Ukraine United    | 9     |
| 5        | Milos Scepanovic        | Serbian White Eagles | 9     |
| 6        | Terry Dunfield          | Toronto Atomic FC    | 8     |
| 6        | Aleksandar Stojiljković | Scarborough SC       | 8     |
| 7        | Zdenko Jurčević         | Hamilton City SC     | 7     |
| 7        | Aleksandar Stojanovski  | York Region Shooters | 7     |

## Segunda División

### Clasificación
| Pos. | Equipo                 | PJ | PG | PE | PP | GF | GC | DG  | Pts. |                                    |
| ---- | ---------------------- | -- | -- | -- | -- | -- | -- | --- | ---- | ---------------------------------- |
| 1    | SC Waterloo            | 14 | 9  | 2  | 3  | 56 | 25 | +31 | 29   | Clasificado a las semifinales      |
| 2    | Toronto Atomic FC B    | 15 | 9  | 2  | 4  | 56 | 28 | +28 | 29   | Clasificado a las semifinales      |
| 3    | Brantford Galaxy B     | 14 | 8  | 2  | 4  | 44 | 30 | +14 | 26   | Clasificado a los cuartos de final |
| 4    | York Region Shooters B | 15 | 5  | 3  | 7  | 32 | 34 | -2  | 18   | Clasificado a los cuartos de final |
| 5    | London City            | 13 | 4  | 1  | 8  | 31 | 45 | -14 | 13   | Clasificado a los cuartos de final |
| 6    | Serbian White Eagles B | 13 | 2  | 0  | 11 | 19 | 76 | -57 | 6    | Clasificado a los cuartos de final |

### Cuartos de final
| 9 de octubre de 2016 | Brantford Galaxy B                     | 3-2 (t. s.) | Serbian White Eagles B | Kiwanis Field, Brantford |  |
| 13:30                | Pat Wilson 27', 40' · Rade Parenta 90' | Reporte     | Zarko Tomic 30', 68'   |                          |  |

| 9 de octubre de 2016 | York Region Shooters B     | 1-0     | London City | Joan of Arc Turf Field, Maple |  |
| 16:00                | Ricardo Miguel Lonseca 70' | Reporte |             |                               |  |

### Semifinales
| 16 de octubre de 2016 | SC Waterloo | 0-1     | York Region Shooters B | Woodside Park, Waterloo |  |
| 18:00                 |             | Reporte | Simon Petersen 12'     |                         |  |

| 16 de octubre de 2016 | Toronto Atomic B                         | 2-0     | Brantford Galaxy B | Centennial Park Stadium, Toronto |  |
| 18:00                 | Johnson Luyiga 20' · Michael Fayehun 90' | Reporte |                    |                                  |  |

### Final
| 22 de octubre de 2016 | York Region Shooters B   | 2-1 (t. s.) | Toronto Atomic B       | Esther Shiner Stadium, Toronto |                          |
| 15:00                 | Abakar Mahamat 75', 106' | Reporte     | Hassan Abdulmumini 54' | Árbitro(s): Mike Bradley       | Árbitro(s): Mike Bradley |

### Campeón
| Canadian Soccer League Second Division 2016 |
| ------------------------------------------- |
| Bandera de Ontario                          |
| York Region Shooters ? Título               |